# 李明慧 (香港小姐)
李明慧（英語：Vivian Lee，1976年6月22日—），是1997年香港小姐競選亞軍、國際親善小姐之獎項，1997年9月初签約無綫電視，成為無綫電視經理人合約女藝員，目前已退出娛樂圈。

## 生平
李明慧留學加拿大，1997年返香港，任職稅務會計師，並且參加香港小姐競選，獲得亞軍及國際親善小姐獎項。
1997年8月，李明慧與同屆的香港小姐冠軍翁嘉穗、季軍佘詩曼一同進行親善訪問期間，李明慧被指在一間髮型屋遺漏一個胸罩，及後更因怕尷尬不敢認領。
1998年6月，李明慧傳出與七海化工集團有限公司主席鄔友正相戀，拍拖短短十日，便宣布在八月閃電結婚，並與無綫電視解約。之後，李明慧到美國公幹，期間卻傳出鄔友正偷偷與翁嘉穗約會，翁嘉穗更自稱自己才是正印女友。最終，鄔友正與翁嘉穗於1999年1月5日在美國拉斯維加斯結婚。
2003年，李明慧嫁給已故著名教育家陳樹渠的幼子陳燿陽，之後誕下一對龍鳳胎。
2025年2月9及16日1997年香港小姐競選黃金翡翠台播出。

## 參與節目

#### 無綫電視
- 1997年《回到未紅時》（與錢嘉樂、梁榮忠主持）
- 1997年《康泰最緊要好玩》（第24集 與翁嘉穗、佘詩曼主持）
- 1997年《地球大搜索》（第3-4集 與蔡子健主持）
- 1997年《超級無敵獎門人之再戰江湖》（第21集）
- 1998年《蔡瀾嘆世界》（第5集）

#### 新城電台
- 2000年《高科熱 go for I.T.》（與曾展章主持）